# Jud (Dakota Północna)
Jud – miasto w Stanach Zjednoczonych, w stanie Dakota Północna, w hrabstwie LaMoure.